# 奥かおる
奥 かおる（おく かおる)は、北海道札幌市出身のラジオパーソナリティ、イベント司会者、株式会社ワイズ・ワン代表取締役社長。

## 来歴
2000年より東京でイベントMCのキャリアをスタートさせ、DJオーディションに合格し2002年よりFM NORTH WAVEでラジオDJとしてのキャリアをスタート。持ち前の元気なパーソナリティーを活かし、ラジオを中心にテレビ・雑誌・イベントなど多方面で活躍。
2013年9月体調不良を理由にレギュラー番組を降板し休業後、2014年の秋頃よりイベント司会やスポットCMのナレーションなどの仕事にて復帰した。また2015年より札幌市中央区にてヨガスタジオを経営している。
2016年4月からFM北海道「Living in Hokkaido」でラジオに復帰。（2018年終了）
2016年5月からFMドラマシティで初のファイターズガール冠番組「すっぴんファイターズガール」のディレクター兼ナビゲーターとして2019年まで活動。

## 主な出演
出典
FMノースウェーブ
STATION DRIVE7-20
MORNING LINE
SMOOTH DAYLIGHT
SPARKLING SUNDAY
CHEER PORT RADIO!!
チアラジ!
M-STAGE NEXT STAGE
TRANS J-NIC BEAT LINE
PIVOTイイキモチライフ
押尾コータローGUITAR CAFE
ANA旅kaoru
節電します。さっぽろ
お米deブランチ
奥かおるの山ガールで行こう!
いいね!函館・みなみ北海道
SKY STREET
GO!GO!マレーシア
TRAVEL GOES ON
温泉ソムリエ・奥かおるの美人湯ガイド
AIR-G'
Living in Hokkaido
BIPSC
すっぴんファイターズガール
テレビ北海道
遊びなDJ
みにっつ
今夜も最高潮!YOSAKOIソーラン2007
今夜も最高潮!YOSAKOIソーラン2008
今夜大賞決定!YOSAKOIソーラン2009 THE FINAL
魅惑のマレーシア体感記
北海道文化放送
女性のための漢方セミナー
さぁ!トークだよ!

他、CMナレーション多数。

### 連載
北海道新聞「オクも歩けば」